# Antonio Gandolfo
Antonio Gandolfo (Buenos Aires, 19 de enero de 1857 - Buenos Aires, 31 de enero de 1932) fue un médico cirujano argentino de fines del siglo XIX y comienzos del XX.

## Biografía
En 1876 ingresó a la Facultad de Medicina de la Universidad de Buenos Aires. Fue discípulo del doctor Montes de Oca realizando su internado en el Hospital General de Hombres de la ciudad de Buenos Aires.
Tras graduarse en 1882 con la tesis titulada Consideraciones sobre la tuberculosis y su tratamiento, se desempeñó como profesor suplente y como jefe de clínica en el Hospital de Clínicas José de San Martín en el servicio de cirugía general del doctor Ignacio Pirovano (a quien reemplazó interinamente en la cátedra en varias oportunidades) a cargo de las salas I y II. Tras superar en una terna a los doctores Aleiandro Castro y Juan B. Justo fue designado titular en reemplazo de Pirovano y pasó a depender también de su clínica la sala XI destinada a mujeres.
Años después consiguió la construcción de un pabellón anexo para ser destinado a sala de operaciones, convirtiendo el sector donde se había operado hasta ese momento en Consultorio Externo de Cirugía.
En octubre de 1912 quedó constituida la Sociedad de Cirugía de Buenos Aires y Gandolfo fue elegido como su primer presidente.
En 1913 presidió la Academia Argentina de Cirugía.
En octubre de 1918 Gandolfo abandonó el ejercicio de la profesión por razones de edad.
Falleció el 31 de enero de 1932.
Gandolfo enseñaba a sus discípulos de manera eminentemente práctica. Entre esos discípulos se destacarían
Daniel Juan Cranwell,
Bartolomé Vasallo,
Aranguren,
Enrique Corbellini,
Valle,
Alsina,
Armando Marotta,
Marino,
Alfredo Landívar y
Carlos Squirru.
Destacaba como cirujano, especialmente en cirugía gastrointestinal. El doctor José Arce ―quien se desempeñó como interno en el servicio de Gandolfo entre 1901 y 1902― señalaba «sus cualidades de verdadero cirujano: sereno y decidido ante el peligro; usaba debidamente de los recursos terapéuticos y de los medios al alcance de su mano; su técnica era sencilla, precisa y segura».
Fue el autor de diversas obras, entre ellas
Traumatismos del cerebro (1882),
Fractura con hundimiento del parietal izquierdo (1882),
Aneurisma de la poplítea, ligadura, curación (1883),
Cuerpo extraño de la vejiga (1886),
Meningoceles, ligadura elástica (1886),
Tratamientos del bocio exoftálmico por la tiroidectomía parcial (1898) y
Cura radical del ano contra natura, aplicación del botón de Murphy (1899).